# Pomacentrus simsiang
Pomacentrus simsiang là một loài cá biển thuộc chi Pomacentrus trong họ Cá thia. Loài này được mô tả lần đầu tiên vào năm 1856.

## Từ nguyên
Từ định danh được lấy từ chính tên thông thường của loài cá này ở Jakarta, ikan simsiang (ikan có nghĩa là "cá").

## Phạm vi phân bố và môi trường sống
Phạm vi của P. simsiang trải dài từ vùng biển các nước Đông Nam Á đến các đảo quốc thuộc Melanesia ở phía đông, giới hạn ở phía bắc đến quần đảo Ryukyu (Nhật Bản), xa hơn ở phía nam đến Úc. P. simsiang sinh sống tập trung trên nền đáy cát, gần những rạn san hô viền bờ hoặc trong các đầm phá ở độ sâu đến 10 m.
Tại Việt Nam, P. simsiang được ghi nhận dọc theo vùng bờ biển Khánh Hòa–Ninh Thuận.

## Mô tả
Chiều dài lớn nhất được ghi nhận ở P. simsiang là 8 cm. Cơ thể của P. simsiang có màu vàng với một đốm nhỏ màu xanh lục ở rìa nắp mang. Cá con có các vệt sọc màu xanh lam óng từ mõm ngược ra sau lưng; phía sau vây lưng có đốm đen lớn viền xanh óng.
Số gai ở vây lưng: 13; Số tia vây ở vây lưng: 14–16; Số gai ở vây hậu môn: 2; Số tia vây ở vây hậu môn: 14–15; Số gai ở vây bụng: 1; Số tia vây ở vây bụng: 5.

## Sinh thái học
Thức ăn của P. simsiang bao gồm tảo và các loài động vật phù du. Cá đực có tập tính bảo vệ và chăm sóc trứng.